# David Stout
David Stout (Erie, 13 maggio 1942 – Washington, 11 febbraio 2020) è stato un giornalista e scrittore statunitense di saggistica e romanzi gialli, dai quali sono stati realizzati due film per la TV.
Con il suo primo romanzo, Carolina Skeletons (pubblicato in italiano con il titolo La confessione), ha vinto l'Edgar Allan Poe Award per il migliore primo romanzo di un autore statunitense.

## Biografia
Stout si è laureato in inglese all'università di Notre Dame nel 1964, e ha conseguito un master in letteratura inglese presso il Buffalo State College nel 1970.

### Carriera giornalistica
Ha svolto i primi impieghi lavorativi come giornalista per il The Erie Daily Times, The Buffalo Evening News, e The Record of Hackensack nel nord del New Jersey.
Nel 1982, Stout si trasferì al New York Times, dove continuò a lavorare come reporter e redattore. Dopo il 2000, Stout lavorò principalmente per l'edizione web del giornale. Dopo 27 anni e mezzo presso il New York Times, nel 2009 Stout lasciò il giornale. Nell'archivio online del New York Times, al febbraio 2010, si contano 1425 articoli a firma di David Stout.

### Carriera come autore
A partire dalla fine degli anni '80, Stout ha pubblicato quattro libri che trattano di crimini violenti, in forma di romanzo e saggistica.

#### 1988-1993: romanzi
Il suo primo romanzo, Carolina Skeletons, pubblicato nel 1988, si è aggiudicato il premio Edgar Allan Poe Award nella categoria "migliore primo romanzo di un autore statunitense".
Ottenne anche una nomination per l'Anthony Award del 1989 nella stessa categoria.
Il libro è basato sulla storia vera dell'omicidio di due ragazze in Carolina del Sud avvenuto nel 1944, per il quale un ragazzo quattordicenne afroamericano, George Stinney, fu accusato e giustiziato sulla sedia elettrica, diventando il più giovane mai ucciso attraverso pena capitale negli Stati Uniti. Stout ha utilizzato le polemiche che circondano l'accusa e il processo per creare una storia gialla. Quasi metà della prima parte del libro è basata sui fatti, anche se l'autore ha modificato il nome di George Stinney in Linius Bragg. Il resto del libro è di fantasia e racconta di come un nipote del condannato scopre la verità circa 40 anni più tardi. Il libro parla del persistente pregiudizio razziale nel sud degli Stati Uniti, ma anche di come alcuni abitanti del sud, tra i quali alcuni agenti di polizia, cerchino onestamente di scoprire la verità.
Il New York Times, di cui Stout era redattore al momento della pubblicazione del libro, ha elogiato il romanzo in generale come "Sensibile, ben scritto" e "pieno di compassione e comprensione. Si tratta di un appello per le persone di diversa origini etniche e sociali per capirsi le une con le altre. Il tema è il dolore e la pietà, non la vendetta."
Dal romanzo fu tratto un film per la TV, andato in onda sulla NBC con il titolo Carolina Skeletons (titolo alternativo: The End of Silence), diretto da John Erman con Louis Gossett Jr.. La trama del film presenta delle differenze da quella del libro, per esempio il personaggio interpretato da Gossett, il quale torna nella sua città natale per scoprire la verità sul crimine, non è il nipote bensì il fratello del ragazzo giustiziato. Il ragazzo è stato interpretato da Kenn Michael, che ricevette una nomination come Young Artist Award per il miglior giovane attore in un film per la TV nel 1993.
Il romanzo successivo di David Stout fu Night of the Ice Storm del 1991, pubblicato in italiano con il titolo Notte di tormenta, un giallo deduttivo con protagonista un giornalista alle prese con un caso di omicidio irrisolto risalente a 20 anni prima.
Nel 1993 è la volta del terzo romanzo The Dog Hermit: ambientato nuovamente durante una tempesta invernale in una fittizia comunità di New York e con protagonista ancora una volta un giornalista che si interessa di un crimine, questa volta un sequestro di persona, la cui giovane vittima è abbandonata a morire nelle foreste intorno all'area rurale di Long Creek. Da questo romanzo, nel 1995 è stato tratto il film per la TV intitolato A Child Is Missing, diretto da John Power; nel cast figurano tra gli altri Henry Winkler, Roma Downey, e Dale Midkiff.

#### 2003-2008: saggistica
Dopo qualche anno, Stout passò a scrivere libri di saggistica, pubblicando nel 2003 Night of the Devil: The Untold Story of Thomas Trantino and the Angel Lounge Killings, che tratta dell'omicidio di due poliziotti nel New Jersey. (La frase Night of the Devil era già stata collegata al crimine nel 1981, quando fu utilizzata come titolo per un documentario sul caso Trantino.) Trantino fu condannato a morte, ma l'esecuzione non venne mai eseguita a causa di una sospensione della pena capitale stabilita dalla Corte Suprema degli Stati Uniti nel 1972.
Trantino è diventato un prigioniero modello, ma il suo rilascio sulla parola è stato ritardato dalla pressione della polizia, della politica e di persone vicine alle vittime. Il critico del New York Times Charles Salzberg ha elogiato il libro perché non prende posizione o moreleggia sulla pena di morte, ma piuttosto fornisce un imparziale e documentato resoconto delle macchinazioni legali che hanno tenuro Trantino in prigione, così come un ritratto onesto e comprensivo dei familiari delle vittime, che continuano a soffrire per gli effetti di quella notte sulla scena del crimine.
L'ultima pubblicazione di Stout, The Boy in the Box: The Unsolved Case of America's Unknown Child (2008), è un'altra opera di saggistica. Racconta la storia della morte irrisolta di un giovane bambino mai identificato, ritrovato a Filadelfia il 25 febbraio del 1957. Stout aveva già pubblicato un articolo sul New York Times in cui parlava del crimine, agli inizi del 2007, l'anno del cinquantesimo anniversario del ritrovamento del corpo del bambino.

### Morte
Stout morì nel 2020 per complicazioni causate da un tumore all'esofago, lasciando la moglie Rita. 

## Opere
- Carolina Skeletons (1988) – romanzo basato su una storia vera - (pubblicato in italiano con il titolo La confessione nella collana Il Giallo Mondadori n.2150)
- Night of the Ice Storm (1991) – romanzo - (pubblicato in italiano con il titolo Notte di tormenta nella collana Il Giallo Mondadori n.2350)
- The Dog Hermit (1993) – romanzo
- Night of the Devil: The Untold Story of Thomas Trantino and the Angel Lounge Killings (2003) – saggistica
- The Boy in the Box: The Unsolved Case of America's Unknown Child (2008) – saggistica